# Je t'aimerai toujours
Pour plus de détails, voir Fiche technique et Distribution.
Je t'aimerai toujours (titre original : Immer nur Du) est un film allemand réalisé par Karl Anton, sorti en 1942.

## Fiche technique
- Titre : Je t'aimerai toujours
- Titre original : Immer nur Du
- Titre alternatif : À toi pour toujours
- Réalisation : Karl Anton
- Scénario : Karl Anton et Felix von Eckardt
- Photographie : Herbert Körner et Klaus von Rautenfeld
- Montage : Lena Neumann
- Musique : Friedrich Schröder
- Son : Klaus Jungk
- Société de production : Tobis Filmkubst
- Pays d’origine :  Allemagne
- Format : Noir et blanc — 35 mm — 1,37:1 — Son : Mono
- Genre : Comédie, Film musical
- Durée : 98 minutes
- Date de sortie :
  - France : 28 août 1942

## Distribution
- Johannes Heesters
- Dora Komar
- Fita Benkhoff
- Paul Kemp
- Paul Henckels
- Georges Boulanger
- Paulette Colar